# Fritz Vitt

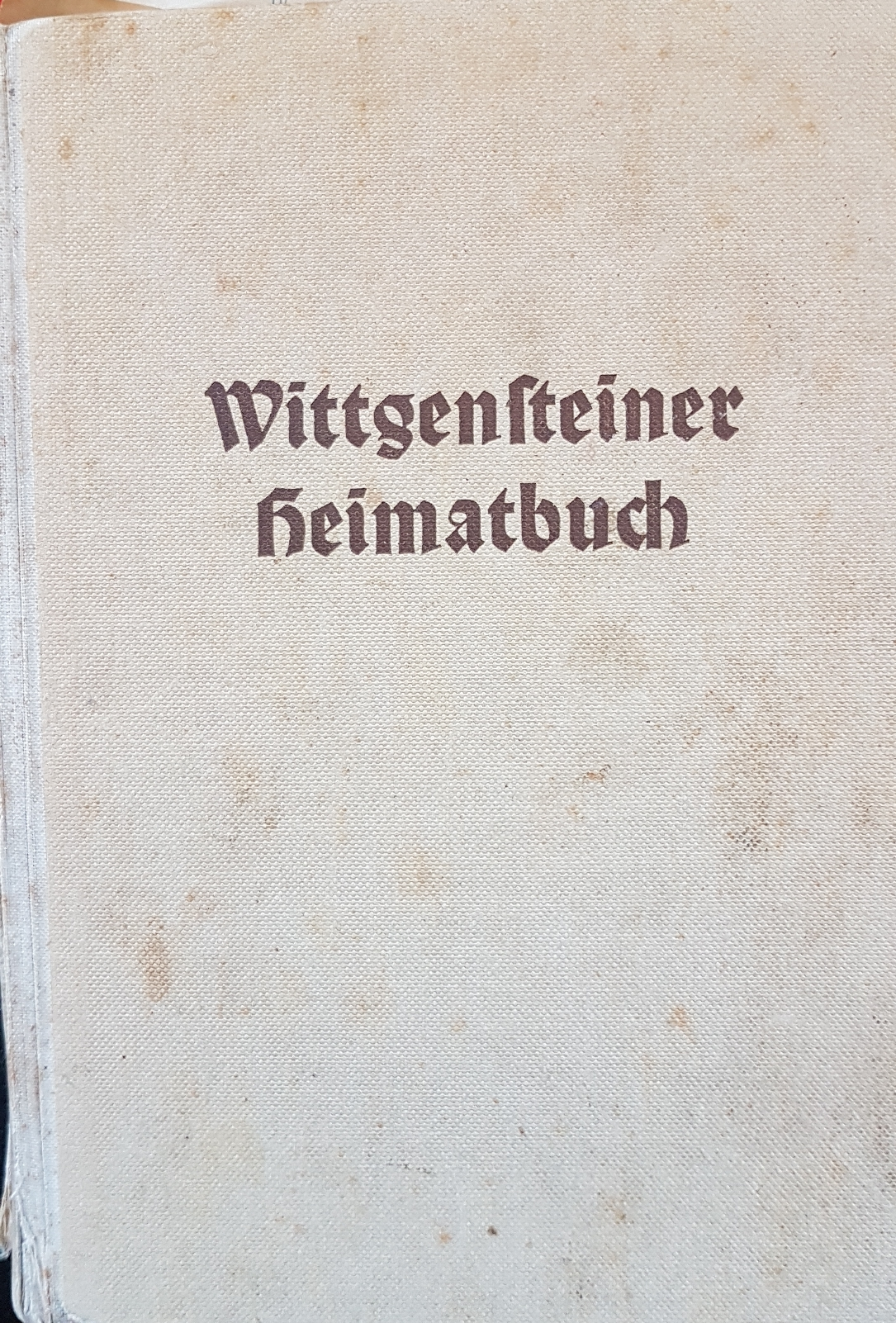
Fritz Vitt (Hrsg.): Wittgensteiner Heimatbuch 1938.

Fritz Vitt (* 14. August 1885 in Langewiese; † 18. August 1958 in Baiersbronn) war ein deutscher Pädagoge und Heimatforscher.

## Leben und Wirken
Fritz Vitt wurde am 14. August 1885 als Sohn des Langewieser Maurers Ludwig Vitt und seiner Ehefrau Mathilde geb. Benfer geboren. Sein Taufname war Friedrich Heinrich, der von ihm jedoch später in nichtamtlichen Dokumenten auf Fritz verkürzt wurde. Vitt besuchte die evangelische der beiden Volksschulen in Langewiese und wurde später Pädagoge. Seine erste Lehrerprüfung legte er am 30. Juni 1905 am Königlichen Schullehrer-Seminar in Hilchenbach ab. Zum 1. August 1905 übertrug man dem Schulamtsbewerber Vitt die Schulstelle in Bernshausen. Nach Bestehen der zweiten Lehrerprüfung am 10. Mai 1908 in Soest wurde er laut seiner Personalkarte zum 1. Oktober 1908 endgültig im Volksschuldienst angestellt. Zum 1. November 1908  erhielt er eine Stelle als Volksschullehrer in Saßmannshausen, die er über Jahrzehnte innehatte.
Während der NS-Zeit trat er 1933 in die NSDAP ein und gehörte dem NSLB des Kreises Wittgenstein und anderen NS-Organisationen an. Vitts antisemitische Haltung machte er 1937 in zwei Artikeln für die im Landkreis Wittgenstein erscheinende Nationalzeitung deutlich. Hier bemühte er sich, aus historischer Sicht das Leben der jüdischen Bevölkerung in Wittgenstein herabzuwürdigen. Nach Ende des Zweiten Weltkrieges wurde Vitt wegen seiner NS-Belastung von der Militärregierung aus dem Schuldienst entlassen, später jedoch nach seiner Entnazifizierung im Jahr 1948 (Kategorie III, IV ohne Vermögenssperre) wieder eingestellt.
Vitt publizierte eine Vielzahl regionalhistorischer Aufsätze und war 1938 Mitautor und Herausgeber des ersten Wittgensteiner Heimatbuches. Nach Wiederbelebung des Wittgensteiner Heimatvereins übernahm er von 1956 bis 1958 zusammen mit Wilhelm Hartnack die Schriftleitung der Vereinszeitschrift Wittgenstein. Blätter des Wittgensteiner Heimatvereins e. V.
Vitt heiratete am 12. Dezember 1917 in Feudingen Martha Mütze (1894–1965), die Tochter des Saßmannshäuser Bäckers und Gastwirts Jakob Mütze. Aus der Ehe gingen drei Kinder hervor. Fritz Vitt starb am 18. August 1958 im Alter von 73 Jahren bei einem Aufenthalt in der baden-württembergischen Gemeinde Baiersbronn.

## Publikationen (Auswahl)
- Wanderung im Ilsetal. In: WHB 38, S. 224–231.
- Winterwald. In: DschW. 1938/Nr. 1/S. 1–2.
- Feurio. In: WHB 38/S. 120–124.
- Saßmannshausen. In: DschW. 1927/H. 5, 6/S. 204–207.
- Schwarmgeister. Von Separatisten und Inspirierten in Wittgenstein. In: DschW. 1939, Nr. 6, S. 43–44.
- Zoll und Zöllner in Wittgenstein. In: DschW. 1937, Nr. 8, S. 64–69 / WHB 38, S. 130–134.
- Aus der Siedlungsgeschichte Wittgensteins. In: WHB 38, S. 19–23.
- Hans Gärtner-Treffenthal. In: DschW. 1939, Nr. 5, S. 33–34.
- Erbhof Strack (das Oberste Haus) in Holzhausen (Kreis Wittgenstein). In: DschW. 1942, Nr. 4, S. 13–14 / DschW. 1942, Nr. 5, S. 18–20.
- Vom Wittgensteiner Haus und Hof. In: Wittgenstein. Blätter des Wittgensteiner Heimatvereins e.V. Jg. 44 (1956), Bd. 20, Heft 4, S. 150–153.
- Erlass aus dem Jahre 1835 über die staatliche Ablösung von restlichen Abgaben der Eingesessenen des damaligen Amtes Laasphe an den Fürsten von Sayn-Wittgenstein-Hohenstein. In: Wittgenstein. Jg. 45 (1957), Bd. 21, Heft 1, S. 48.